# 心的力量
「心的力量」（心のチカラ，こころのチカラ），是工藤静香第38張單曲。2005年4月27日於波麗佳音發售。